# UDA Finaria
UDA Finaria S.p.A. è una holding italiana con sede legale a Catania, che controllava le attività dell'imprenditore Antonino Pulvirenti, suo azionista di riferimento.

## Storia
La società holding denominata UDA Finaria S.p.A. viene costituita nel 1996, come controllante di Meridi S.r.l., società che opera nel settore della grande distribuzione organizzata con i discount a marchio Fortè, di proprietà dell'imprenditore siciliano Antonino Pulvirenti, che è azionista di riferimento con il 90% delle quote.
Le attività di Finaria si espandono successivamente verso altri settori: nel febbraio 1998 acquisisce il 60% delle quote della società calcistica dell'Associazione Sportiva Acireale, che militava nel campionato di Serie C1, di cui Pulvirenti diventa presidente; nel 2001 viene avviata Sorsy e Morsy, catena di fast food con negozi aperti a Catania, Caltanissetta, Messina e Palermo; nel 2003, Pulvirenti crea una compagnia aerea a basso costo denominata Wind Jet, di cui Finaria è proprietaria per il 99,22%. Molto importante, nello stesso periodo, è lo sviluppo delle sue attività nel settore alberghiero, con la creazione di due alberghi di lusso a Taormina.
Nel 2004, Finaria rileva per 15 milioni di euro l'intero pacchetto azionario del Calcio Catania, di proprietà della famiglia Gaucci, che milita in Serie B. Il club rossazzurro, di cui Pulvirenti assume la presidenza, e Pietro Lo Monaco ne assume la carica di amministratore delegato, nel giro di due stagioni approda in Serie A, dove milita per otto stagioni consecutive; la squadra verrà inoltre dotata di un centro sportivo costruito a Mascalucia, in provincia di Catania, il Torre del Grifo Village, inaugurato nel 2011.
Nel 2011 Pulvirenti assume anche la gestione dell'Etna Golf Resort di Castiglione di Sicilia. Successivamente, per il Gruppo di proprietà dell'imprenditore belpassese, prenderà avvio una fase discendente, con il fallimento di Wind Jet del 2012, e l'esplosione di un nuovo scandalo del calcioscommesse del 2015, che vede tra gli indagati lo stesso Pulvirenti, il quale abbandona il ruolo di amministratore unico di Finaria, che cede al figlio Santi.
Nel 2016, cambiano i vertici della holding etnea, in difficoltà finanziarie, con il rinnovo del consiglio di amministrazione che è composto dal dottor Davide Franco nel ruolo di presidente, dal professor Giuseppe Davide Caruso, amministratore delegato, e dall'avvocato Pierluigi Mancuso, che avvia un piano di risanamento fino al 2020.
Nel febbraio 2020, il consiglio di amministrazione di Finaria decade a seguito delle dimissioni dei suoi componenti, e la holding viene messa in liquidazione. Liquidatore della società viene nominato l'ing. Giuseppe Di Natale, sostituito il mese successivo dal dott. Gianluca Astorina. A marzo, Finaria, non in grado di far fronte alla situazione debitoria, accede al concordato preventivo, e il Tribunale di Catania nomina l'avvocato Alessandra Leggio e il dottore commercialista Niccolò Notarbartolo, commissari liquidatori alla relativa sezione fallimentare.
Il 16 luglio 2020, il Tribunale di Catania dichiara inammissibile la richiesta di concordato preventivo presentata da Finaria, che viene pertanto dichiarata fallita. Cinque mesi più tardi, a dicembre, la Corte d'Appello della sezione fallimentare del tribunale etneo revoca il fallimento dichiarato in primo grado. Il provvedimento non incide sulla cessione del Calcio Catania avvenuta ad agosto, e rilevato all'asta fallimentare dalla Sport Investment Group Italia S.p.A., di cui Finaria possedeva direttamente il 95,4% delle quote, e il rimanente 4,6% attraverso Meridi.

## Informazioni e dati

Logo dei discount Fortè

UDA Finaria S.p.A., holding con sede legale a Catania, attraverso le sue società controllate, opera nei settori della grande distribuzione organizzata, alberghiero, e nel calcio. Il Gruppo costituisce la maggiore impresa privata per dimensioni e fatturato della provincia di Catania, e la diciassettesima in Sicilia.
Parzialmente ridimensionato dal fallimento della compagnia aerea Wind Jet del 2012 - la maggiore nel settore low cost a livello nazionale che impiegava 504 dipendenti - e dalla chiusura della catena di fast food  Sorsy e Morsy, al 2011, prima della crisi, il Gruppo contava 1.102 dipendenti e realizzava un fatturato di 349,7 milioni di euro. Nel 2016, il numero complessivo dei dipendenti di Finaria era ridotto a circa 700.

### Società controllate e partecipazioni
Meridi S.r.l.
Fondata nel 1995, la Meridi S.r.l. ha sede legale a Belpasso, in provincia di Catania, ed opera nel settore della grande distribuzione organizzata con la catena di hard discount Fortè, che conta 90 punti vendita dislocati in tutte le province siciliane.
Costituisce la principale attività del Gruppo Finaria, da cui è interamente controllata; Meridi è stata azionista di minoranza di Wind Jet, con una quota del 37,5% Possiede anche una quota del 4,60% del Catania, ed è controllante con il 90% delle azioni di Azienda agricola Biorossa s.r.l., attiva nel settore agrumicolo, e di Logime s.r.l, attiva nel campo della logistica, ed in ambedue queste società azionista di minoranza con il rimanente 10% è Angelo Agatino Vitaliti, che di Meridi è amministratore delegato. Altra società controllata da Meridi è stata la Sodes S.r.l., fondata nel 1995, che era specializzata nella produzione di detersivi con il marchio Fortè, ed aveva sede e stabilimento a Gela, in provincia di Caltanissetta; a causa di un incendio doloso ai danni del suo capannone, Sodes, che impiegava 8 dipendenti, venne chiusa nel 2002.
Meridi impiega 615 dipendenti (al 2019), e nel 2018 ha realizzato un fatturato di 112,9 milioni di euro, ed utile netto di 294,29 mila.
Nel gennaio 2020, l'azienda etnea chiede ed ottiene l'amministrazione straordinaria da parte del Tribunale fallimentare di Catania, che nomina tre commissari e poco dopo dichiara lo stato di insolvenza.
Platinum Hotels & Resorts S.r.l
Società fondata nel 2009, con sede a Catania e operante nel settore alberghiero,  è posseduta per il 97,35% da Finaria. Gestisce il centro sportivo Torre del Grifo Village di Mascalucia, ed è proprietaria di due alberghi di lusso a Taormina, e di due hotel a Belpasso e Castiglione di Sicilia. I due alberghi di Taormina, a loro volta controllati da Sementa S.r.l., dal 2016 vengono presi in gestione da Alpitour, che rileva l'intero capitale sociale di Sementa nel 2019.